# Bogdan Jezierski
Bogdan Jezierski (ur. 4 listopada 1925 w Częstochowie, zm. 23 października 2021 w Nowym Łupkowie) – polski architekt i urbanista.

## Życiorys
Uczęszczał do szkół w rodzinnej Częstochowie, po czym po pomyślnie zdanym egzaminie maturalnym studiował architekturę na Politechnice Warszawskiej. Bezpośrednio po studiach związał się z Biurem Projektów Typowych i Studiów Budownictwa Miejskiego w Warszawie oraz pracownią architektoniczną Miastoprojekt w Częstochowie. Zajmował się projektowaniem budynków użyteczności publicznej, prywatnych domów mieszkalnych oraz osiedli mieszkaniowych. Wiele zaprojektowanych przez niego obiektów nosi cechy socrealistyczne.

## Projekty
- budynki mieszkalne w: Opolu, Raciborzu, Kędzierzynie-Koźlu
- Szkoła Muzyczna im. Fryderyka Chopina w Opolu
- dom profesorski WSP w Opolu
- główny gmach WSP w Opolu
- Dom Studencki „Mrowisko” w Opolu
- Miejska Biblioteka Publiczna w Częstochowie
- osiedle Tysiąclecia w Częstochowie
  - Kościół p.w. Nawiedzenia Najświętszej Maryi Panny w Częstochowie

## Galeria dzieł

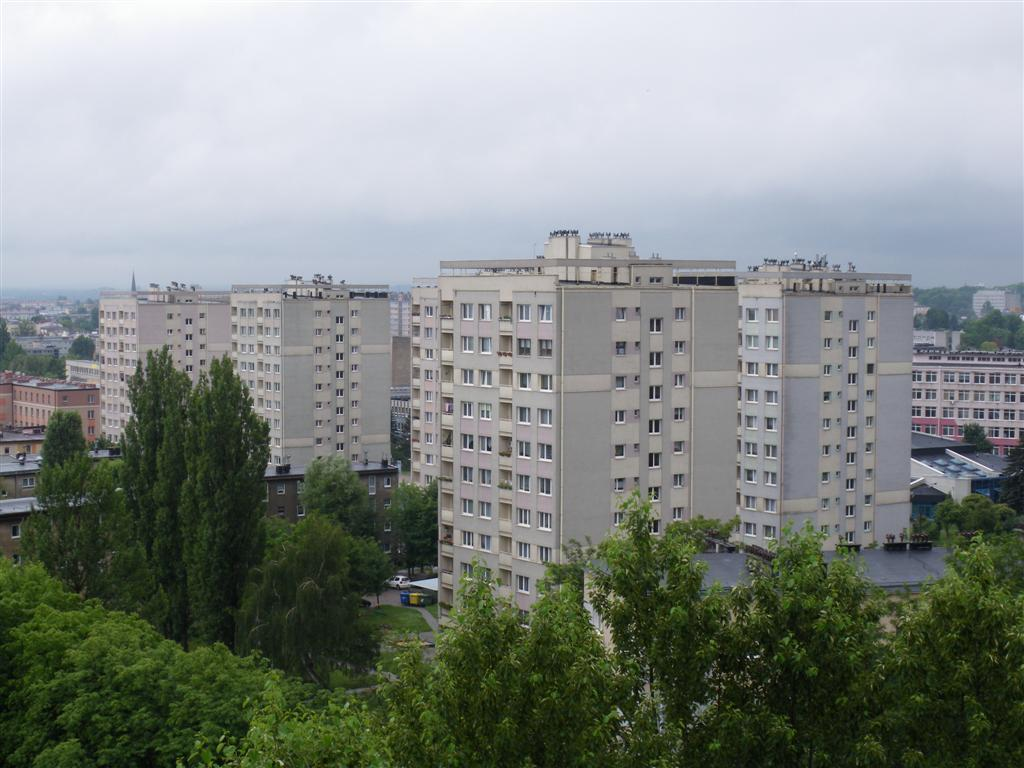
Osiedle Tysiąclecia w Częstochowie
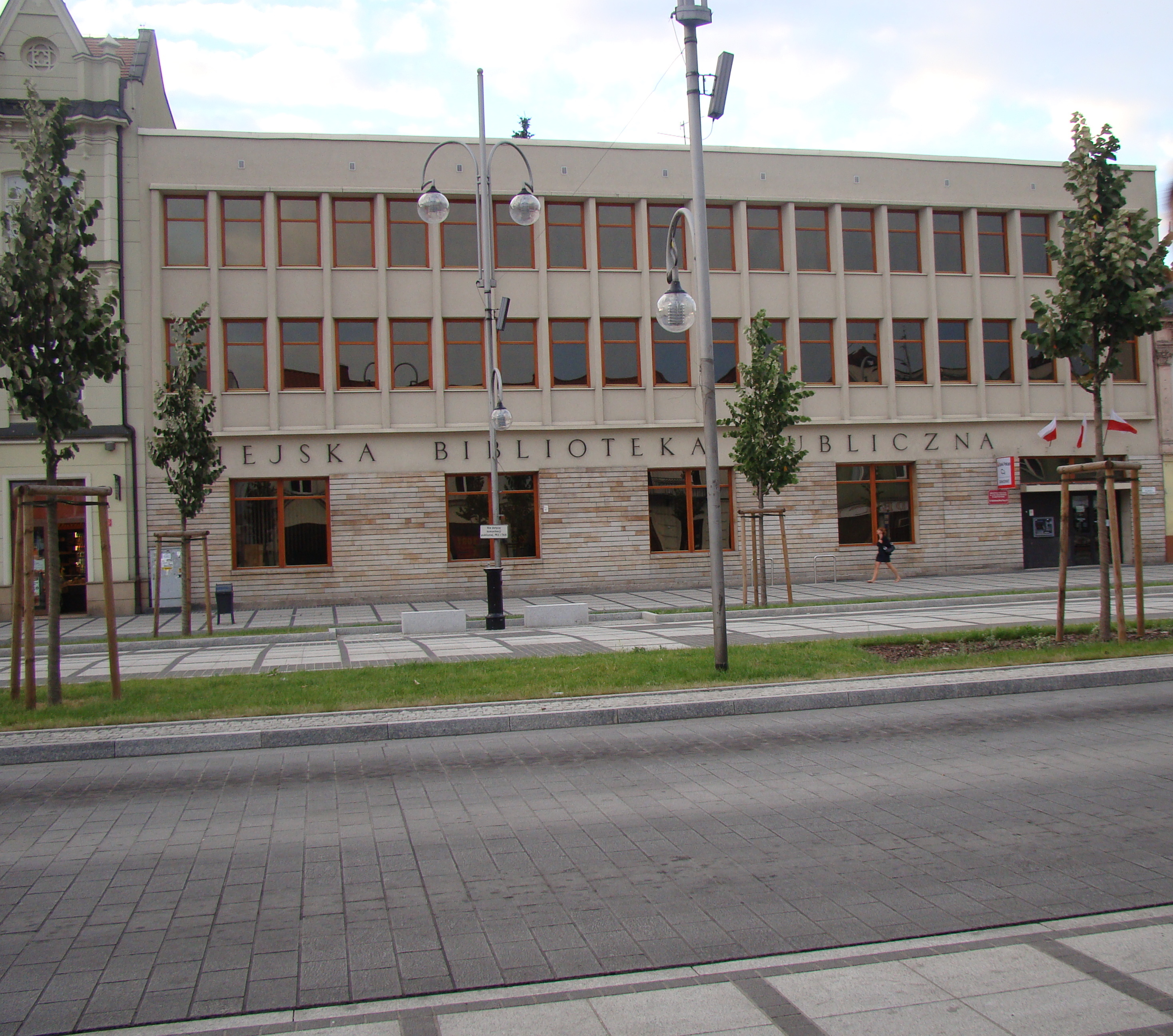
Miejska Biblioteka Publiczna w Częstochowie
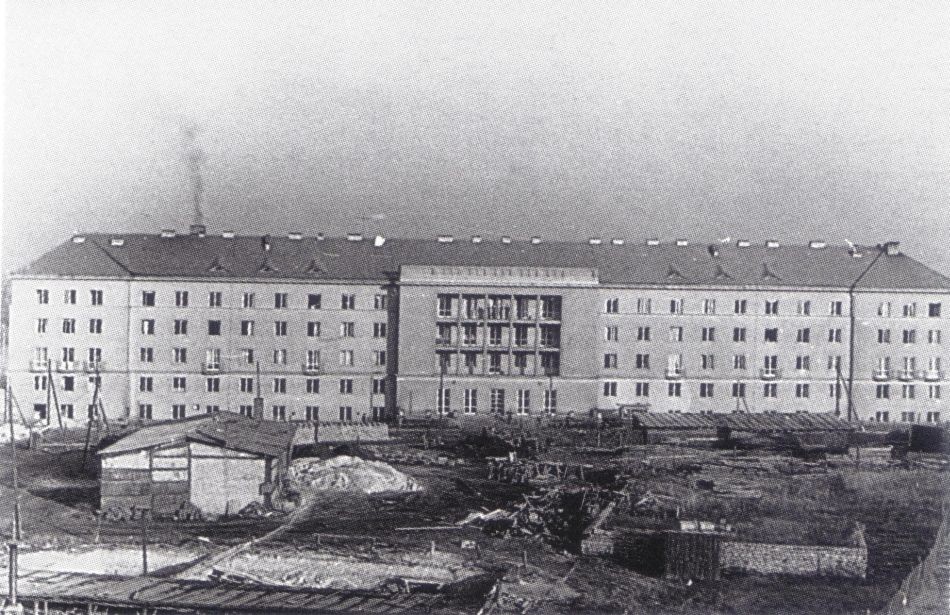
DS „Mrowisko” w Opolu w latach 70. XX wieku
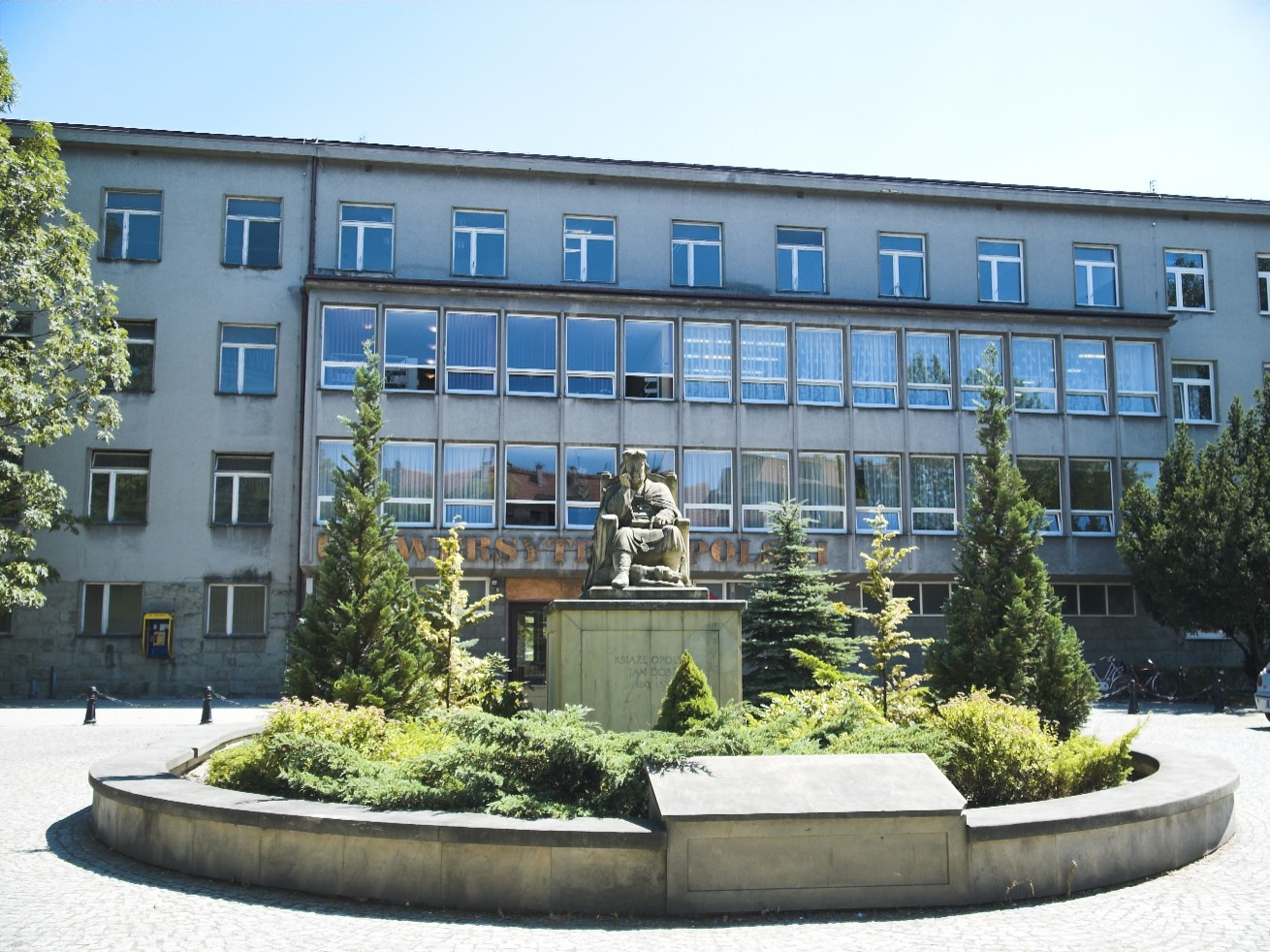
Główny gmach opolskiej WSP